# Amou (dieu égyptien)
Pour les articles homonymes, voir Amou (homonymie).
Amou « Celui qui avale » est un dieu momiforme à tête de chacal de la mythologie égyptienne. Dans le  Livre des portes, il est décrit comme le gardien de la porte d'entrée de la quatrième heure de la nuit, dans le monde souterrain de la Douat, le royaume des morts. Il est assisté dans cette tâche par le serpent Teka-her, le gardien du battant de la porte.